# پولیفیا
پولیفیا (انگلیسی: Polyphia) یک گروه موسیقی بی کلام پراگرسیو راک از پلینو، تگزاس است که در سال ۲۰۱۰ تشکیل شد. این گروه متشکل از گیتاریست‌ها تیم هنسن و اسکات له‌پیج، نوازنده بیس کلی گوبر و درامر کلی اشلیمن است.